# 에이드리언 골즈워디
에이드리언 케이스 골즈워디(Adrian Keith Goldsworthy, 1969년 1월 1일 ~ )는 영국 태생의 역사학자이자 전사(戰使) 작가다. 옥스퍼드 대학의 세인트 존스 칼리지에서 고대사와 현대사를 수학한 뒤 1994년 옥스퍼드 대학에서 고대 전쟁사 박사로 학위를 받았다. 이후 카디프 대학교에서 2년간 연구위원으로 활동했다. 영미권에서는 로마사와 로마 전쟁사에 해박한 학자이자 작가로 알려져 있으며, 현재도 전문 작가로 활동하며 노트르담 대학교 런던 캠퍼스에서 강의를 하고 있다.

## 저서
- 기원전 100년 - 서기 200년 전쟁에서의 로마군 The Roman Army at War 100 BC - AD 200
- 로마의 전쟁 Roman Warfare (Cassell, 2000) ISBN 0-304-35265-9
- 포에니 전쟁 The Punic Wars (Cassell, 2000) ISBN 0-304-35967-X이후에는 '카르타고의 몰락 : 포에니 전쟁 기원전 265-146년' The Fall of Carthage: The Punic Wars 265-146BC 란 제목으로 출판됨(Cassell, 2003) ISBN 978-0-304-36642-0 {{isbn}}의 변수 오류: 유효하지 않은 ISBN.

- 전장 : 칸나에 Fields of Battle: Cannae (Orion, 2001) ISBN 0-304-35714-6
- 카이사르의 내전 Caesar's Civil War (2002)
- 로마의 이름으로 In the Name of Rome: The Men Who Won the Roman Empire (Orion,2003) ISBN 0-7538-1789-6
- 로마군에 관한 모든 것 The Complete Roman Army (Thames & Hudson, 2003) ISBN 0-500-05124-0
- 전쟁에서 로마 : 카이사르와 그의 유산 Rome at War: Caesar and his legacy - Essential Histories Specials (Osprey, 2005) ISBN 978-1-84176-881-6
- 카이사르 Caesar: Life of a Colossus, (Yale University Press, 2007) ISBN 0-300-12048-6
- 서양의 몰락 : 초강대국 로마의 종말 Fall of the West: The Death of the Roman Superpower (Orion, February 12th 2009) ISBN 978-0-297-84563-8등 이 있다.

대한민국에는 현재 각각 In the Name of Rome는 '로마전쟁영웅사, 2005년', Caesar: Life of a Colossus는 '가이우스 율리우스 카이사르, 2007년'Rome at War는 '로마 전쟁, 2010년', Fall of the West는 '로마 멸망사, 2012년'이란 제목으로 각각 출판되었다.